# Trichosteleum glaziovii
Trichosteleum glaziovii är en bladmossart som beskrevs av William Russell Buck 1998. Trichosteleum glaziovii ingår i släktet Trichosteleum och familjen Sematophyllaceae. Inga underarter finns listade i Catalogue of Life.